# Gymnoscopelus microlampas
Gymnoscopelus microlampas és una espècie de peix de la família dels mictòfids i de l'ordre dels mictofiformes.

## Morfologia
- Els mascles poden assolir 11,7 cm de longitud total.[3][4]

## Depredadors
És depredat a les Illes del Príncep Eduard per Arctocephalus gazella i Arctocephalus tropicalis.

## Hàbitat
És un peix marí i d'aigües profundes que viu entre 200-210 m de fondària.

## Distribució geogràfica
Es troba a tots els oceans.